# Social Blade
Social Blade（ソーシャルブレード）は、ソーシャルメディアの関連数値を統計的に示し、分析を行うウェブサイト。Social BladeはYouTubeのチャンネルを分析することでよく知られているが、Twitch、Instagram、Twitter、Facebook、Mixer、Dailymotionでも使うことができる。Social Bladeは各ソーシャルメディアに対する第三者としての役割を担う。Social BladeのCEOはジェイソン・ウルゴである。